# Лыковское сельское поселение
Лыковское се́льское поселе́ние — муниципальное образование в Подгоренском районе Воронежской области Российской Федерации.
Административный центр — село Лыково.

## Население
| 2010 | 2012 | 2013 | 2014 | 2015 | 2016 | 2017 |
| ---- | ---- | ---- | ---- | ---- | ---- | ---- |
| 650  | ↗654 | ↘630 | ↘626 | ↘595 | ↘558 | ↘539 |
| 2018 |      |      |      |      |      |      |
| ↘516 |      |      |      |      |      |      |

## Состав сельского поселения
| № | Населённый пункт | Тип населённого пункта       | Население |
| - | ---------------- | ---------------------------- | --------- |
| 1 | Андреевка        | село                         | ↘291      |
| 2 | Лыково           | село, административный центр | ↘337      |
| 3 | Новоандреевка    | хутор                        | 1         |
| 4 | Широкий          | хутор                        | 20        |